# MRC-5
MRC-5 (Medical Research Council cell strain 5) je ljudska stanična linija iz Londonskog medicinskog istraživačkog vijeća koja je razvijena od abortiranog fetusa u svrhu istraživanja i proizvodnje cjepiva protiv rubeole, vodenih kozica i dječje paralize.
Ona se koristi za proizvodnju cjepiva od živih, oslabljenih virusa, tj. aktivnih cjepiva s ljudskim fetalnim plućnim stanicama koje potječu iz muškog fetusa starog 14 tjedana kojeg je 27-godišnja žena abortirala u Velikoj Britaniji iz "psihijatrijskih razloga". MRC-5 je 1966.g. proizveo J.P. Jacobs. MRC-5 se koristi za cjepiva koja su trenutno dostupna u Hrvatskoj. Stanične linije koje su nastale od pobačenih fetusa 1960-ih i danas se koriste kao medij za umnožavanje potrebnih virusa za izradu cjepiva. Potrebno je samo vrlo malo „materijala“ za izradu cjepiva, tako da još uvijek postoji dovoljno supstrata iz tada proizvedenih staničnih linija, koje su duboko smrznute u tekućem dušiku.
Do danas su za proizvodnju cjepiva od živih, oslabljenih virusa, tj. aktivnih cjepiva korištene dvije ljudske stanične linije izvedene iz tkiva pobačene djece WI-38 i MRC-5